# Abra fragillima
Abra fragillima is een tweekleppigensoort uit de familie van de Semelidae. De wetenschappelijke naam van de soort werd in 1869 gepubliceerd door Issel.